# (5782) Akirafujiwara
(5782) Akirafujiwara est un astéroïde de la ceinture principale.

## Description
(5782) Akirafujiwara est un astéroïde de la ceinture principale. Il fut découvert le 7 janvier 1991 à Siding Spring par Robert H. McNaught. Il présente une orbite caractérisée par un demi-grand axe de 2,28 UA, une excentricité de 0,09 et une inclinaison de 5,6° par rapport à l'écliptique.

## Compléments